# O Fatalista
O Fatalista (Portugiesisch für: Der Fatalist) ist eine Filmkomödie des portugiesischen Regisseurs João Botelho aus dem Jahr 2005. Der Film zeigt dabei auch groteske, dramatische und gelegentlich sozialkritische Momente.
Es ist eine Adaption von „Jacques der Fatalist und sein Herr“, dem letzten Roman des französischen Autors und Denkers Denis Diderot (1713–1784).

## Inhalt
Das Lebensmotto des Chauffeurs Tiago lautet: Alles, was uns an Gutem oder Schlechtem hier unten widerfährt, ist dort oben bereits niedergeschrieben. Damit rechtfertigt Tiago auch alle seine Handlungen auf den Reisen, auf denen er seinen Chef durch ein seltsames Portugal fährt.
Auf diesen Reisen chauffiert er seinen Chef, der seinen unablässigen Erzählungen und Weisheiten mal neugierig, mal entnervt zuhört. Sie besprechen dabei dessen aufregende und kuriose Geschichten von Liebschaften und Kriegserinnerungen, während sie auf ihren Reisen auch selbst kuriose Begegnungen haben oder von anderen Geschichten erzählt bekommen. Insbesondere die feine, verführerische Hotelbesitzerin zieht sie mit ihrer Erzählung der perfiden Senhora D. aus der gehobenen Gesellschaft in den Bann, die sich an ihrem Geliebten, den Markgrafen rächt, in dem sie die Prostituierte Bárbara und ihre Mutter in feinen Manieren unterrichtet und Bárbara dann in die Ehe mit dem Markgrafen treibt, um diesen direkt nach Eheschließung öffentlich bloßzustellen.

## Rezeption
Der Film feierte seine Premiere am 7. September 2005 bei den Filmfestspielen von Venedig 2005, wo er für einen Goldenen Löwen nominiert war. Er lief danach auf einer Reihe weiterer Filmfestivals, darunter das Toronto International Film Festival, die Mostra Internacional de Cinema de São Paulo und das Filmfestival von Sevilla. In die Kinos kam der Film am 8. Dezember 2005 in Portugal und am 5. April 2006 in Frankreich. Mit 3.930 verkauften Kinokarten weckte der Film in Portugal nur beim besonders kinointeressierten Publikum Interesse.
Am 4. Oktober 2020 wurde er erstmals im portugiesischen Fernsehen gezeigt, bei RTP2, dem Kulturkanal des öffentlich-rechtlichen Fernsehsenders Rádio e Televisão de Portugal (RTP). Am 22. Januar 2022 wurde er dort wiederholt.
Der Film erschien 2006 in Portugal mit umfangreichem Bonusmaterial bei Atalanta Filmes als DVD.